# Insegnamento della matematica in Italia
Storia dell'insegnamento della matematica in Italia.

## Dall'unità d'Italia alla prima guerra mondiale
Nel 1867 si vollero introdurre nell'allora ginnasio superiore lo studio della geometria razionale e gli Elementi di Euclide come libro di testo di geometria; non si pensò che la sistemazione logica euclidea doveva costituire il punto d'arrivo e non il punto di partenza dello studio della geometria.

## Dopo la seconda guerra mondiale
I principali progetti di riforma per la Scuola italiana dal 1945 furono i seguenti:
1945Programmi dei governi alleati per la Scuola media, i Licei e gli Istituti magistrali.
Vi fu un'inversione di tendenza rispetto alla Riforma Bottai del 1940: nella Scuola media i riferimenti di carattere storico diventano opzionali ed il programma acquista un taglio pratico sperimentale. I programmi per i Licei, invece, non presentano particolari novità e così pure i programmi per il ginnasio, i cui contenuti sono sostanzialmente quelli della Riforma Gentile. Ciò che muta nel ginnasio è l'adozione di una impostazione metodologica che conduca gradualmente i giovani alla piena consapevolezza dei concetti e delle proprietà.
C'è comunque da rimarcare il fatto che le buone indicazioni metodologiche non trovano ampio consenso, né tra i docenti, né nei libri di testo.
1946Programmi per gli istituti tecnici
1952Proposta di Riforma Gonella; Programmi della Consulta Didattica
La Riforma prevedeva un ciclo medio triennale (con tre indirizzi: Classico, Tecnico, Normale) a seguito della Scuola elementare. Ai fini dell'elaborazione del Programma, il Ministero della pubblica istruzione istituì una Consulta Didattica, coordinata da Attilio Frajese. La Consulta stilò un programma secondo il quale: 
Lo spirito innovativo che traspare dai programmi liceali e che vede la matematica come disciplina eminentemente formativa, viene meno nei programmi di Attilio Frajese per gli istituti tecnici, nei quali la matematica assume una valenza fortemente strumentale e subordinata alle materie professionali d'indirizzo.
1955Programmi della Scuola Elementare

## L'influenza bourbakista
L'ondata bourbakista che ha travolto negli anni 1950 il mondo accademico e la Scuola Secondaria ha portato un cambiamento radicale di impostazione metodologica e di contenuti della didattica. Ciò può essere ad esempio verificato andando ad analizzare la variazione subita nel periodo dai programmi ministeriali e le conseguenti polemiche apparse su numerose riviste di settore.

### Programmi ministeriali
1959Convegno Organizzazione Europea per la Cooperazione Economica (OECE) a Royaumont; conferenza di Jean Dieudonné: À bas Euclide!.
Gli anni '60 si aprirono con vivaci dibattiti sull'insegnamento della matematica. Ci si chiede come gli sconvolgimenti che la matematica ha vissuto negli ultimi cinquant'anni, con la rapida transizione da una visione euclideo-kantiana ad un nuovo assetto assiomatico di matrice hilbertiano-bourbakista, debbano modificarne l'insegnamento. Nel 1959 a Royaumont, nei pressi di Parigi, si tiene un Convegno promosso dall'OECE, dal titolo Le nuove matematiche, con il preciso obiettivo di fare il punto sull'attuale situazione dell'insegnamento della matematica nella scuola secondaria. Durante una delle conferenze, Jean Dieudonné, uno dei fondatori di Bourbaki, lanciò il grido A bas Euclid ("abbasso Euclide"), a voler significare l'inattualità della geometria greca ma, più in generale, di tutto l'insegnamento tradizionale.
1960Commissione di Dubrovnik (Ragusa) e Programmi
Conseguenza diretta del Convegno parigino fu la costituzione di una Commissione incaricata di riscrivere i programmi per l'introduzione delle nuove matematiche, epurate dall'eredità ellenica, nei cicli della Scuola secondaria. Nel documento sono sottolineati l'unitarietà ed il superamento di una visione separata dell'algebra e della geometria.
1961Convegno UMI-CIIM a Bologna; istituzione ministeriale di Classi Pilota; Programmi Bosco per gli istituti tecnici
Costituisce la risposta italiana alle proposte di Dubrovnik (Ragusa). Viene sottolineata l'importanza di un aggiornamento dell'insegnamento della matematica. I partecipanti vengono invitati a stilare proposte che tengano presente il carattere di unitarietà che la disciplina ha assunto.
1963Riforma Gui della Scuola media
1962-1964Incontri di Gardone e Camaiore
Vengono proposti programmi fortemente influenzati da una visione bourbakista della matematica.
In particolare, nella premessa ai programmi proposti a Lido di Camaiore viene rilevata sia l'urgenza di mettere a disposizione degli insegnanti i necessari strumenti bibliografici, sia la necessità di organizzare corsi di aggiornamento da estendersi quanto più possibile alla totalità dei docenti liceali.
I partecipanti al Convegno, dopo ampia discussione, si sono trovati concordi sul rilevare:
1. la funzione formativa della scuola liceale;
2. la necessità nella scuola liceale di un opportuno equilibrio delle discipline letterarie, artistiche, storiche, filosofiche, scientifiche (matematiche e  sperimentali);
3. l'esigenza che tutte le discipline siano presenti nella scuola liceale come discipline formative e ordinate alla successiva specializzazione universitaria e non come strumento per la sola preparazione tecnica e professionale;
4. l'esigenza che la scuola liceale dia accesso a tutte le facoltà universitarie;
5. l'esigenza di una adeguazione dei contenuti e dei metodi attraverso un rinnovamento aperto al progresso scientifico e culturale, pedagogico e didattico.

1966-1967Programmi di Frascati (proposte)
Ai due Convegni di Frascati, promossi dall'UMI-CIIM, parteciparono numerosi docenti universitari impegnati nella ricerca didattica e docenti di Scuola secondaria appositamente invitati. Al termine dei convegni furono formulati due programmi, uno per il Biennio (1966) ed uno per il Triennio dei licei (1967).
I programmi fanno riferimento a due finalità:
- formare la mente del giovane introducendolo alla riflessione e al ragionamento matematico
- fornirgli alcuni semplici, ma fondamentali strumenti di comprensione e di indagine.

### Alcune polemiche
In Italia i risultati raggiunti a Royaumont e a Dubrovnik non lasciarono indifferenti gli insegnanti della Scuola secondaria. Si intuì subito la necessità di prestare particolare attenzione per evitare che la matematica moderna non si presentasse come un capitolo nuovo riservato ad alcuni specialisti, ma come una concezione nuova di tutto l'edificio matematico. E, in attesa dei programmi ufficiali, ci si rese conto della necessità che ogni professore cercasse subito di completare le sue conoscenze, riflettesse sui problemi pedagogici che pone l'insegnamento degli elementi della matematica moderna, si compenetrasse della loro estrema importanza e apportasse la propria collaborazione alla ricerca delle soluzioni.
Da questo momento in poi nella Scuola italiana è il caos. Del fatto che le “matematiche moderne” generassero nella Scuola italiana uno scompiglio senza precedenti, ci si rende conto immediatamente sfogliando le riviste dedicate alla didattica della matematica del tempo. Ad esempio, tra il 1965 ed il 1967 sulla rivista Archimede, si possono trovare interminabili serie di articoli che mettono a nudo il disagio degli insegnanti italiani nei confronti di una matematica che non hanno i mezzi per concepire e che provano imbarazzo nel cercare di trasmettere durante le lezioni. È significativa una lettera di un gruppo di insegnanti torinesi, pubblicata da questa rivista sul numero di marzo-giugno del 1965, in cui si legge:
E solo qualche pagina dopo si legge:
La situazione era aggravata dalla mancanza di manuali che fornissero le linee guida agli insegnanti. Effettivamente in quegli anni, ad esclusione di testi specifici di algebra astratta come quello di Lucio Lombardo Radice Istituzioni di algebra astratta (1965) e quello di Tullio Viola Introduzione alla teoria degli insiemi (1965), nel panorama editoriale italiano non si intravedeva altro.
L'unico testo dedicato all'insegnamento nella Scuola secondaria appositamente redatto per le Classi Pilota è quello di Armando Chiellini, La matematica moderna nell'insegnamento secondario (1965). Bisogna però sottolineare che già nel 1963 è pubblicato, a cura del Ministero della pubblica istruzione e dell'Organizzazione Europea per la Cooperazione Economica (OECE), il testo Per un insegnamento moderno della matematica, destinato alle Classi Pilota. Tuttavia tale testo, così come le relazioni dei docenti delle Classi Pilota e i risultati della sperimentazione, non viene diffuso in tutte le scuole e quindi non può in alcun modo contribuire a sensibilizzare verso la matematica moderna coloro, e che sono la maggioranza, che non hanno insegnato in una classe pilota.
Questo scompiglio investe anche la Scuola media inferiore, che vede spesso impiegati insegnanti sprovvisti di una cultura matematica specifica e che, quindi, a maggior ragione non possiedono i mezzi per aggiornare il proprio bagaglio di conoscenze. In quegli anni, per ovviare a questi problemi, fioriscono anche una nutrita serie di progetti di nuovi corsi di laurea per preparare docenti qualificati all'insegnamento della matematica e delle osservazioni scientifiche nella Scuola media (ad esempio, il progetto Morin e il progetto Prodi).
Per capire come sia mutato in quegli anni l'insegnamento della matematica nella scuola media inferiore, è sufficiente sfogliare l'indice di un libro per la terza media degli anni 1960.
Ad esempio nel volume terzo del testo Algebra, corso di matematica per la Scuola Media di Vincenzo Marseguerra (1967), accanto ad argomenti usuali (insieme dei numeri razionali relativi, le operazioni fondamentali, i problemi e le equazioni di primo grado ad una incognita, la rappresentazione di funzioni, il diagramma) trovano ampio spazio argomenti dal sapore prettamente bourbakista come
- le trasformazioni geometriche
- i movimenti e le uguaglianze
- l'affinità e la similitudine
- le strutture algebriche sull'insieme dei numeri relativi
- le strutture algebriche sull'insieme dei numeri pari e dispari
- le strutture algebriche sull'insieme dei giorni della settimana
- strutture algebriche degli insiemi di Boole
- un aspetto delle matematiche moderne

In particolare, in quest'ultimo capitolo si legge: 
Queste parole non possono che rimandare all'introduzione degli Elementi di Bourbaki.
Infatti l'autore di questo testo faceva parte in quegli anni, insieme a Ludovico Geymonat, Attilio Frajese, Francesco Severi, Aldo Chiellini e altri, della redazione della rivista di matematica Archimede che, oltre a raccogliere le proteste degli insegnanti di fronte al caos delle riforme, usciva ogni due mesi con articoli di forte impronta bourbakista di matematici più o meno noti o di semplici insegnanti di Scuola secondaria.

### Posizione della Scuola Normale Superiore di Pisa
La matematica bourbakista sicuramente non può non aver lasciato tracce in una istituzione così prestigiosa e ricettiva nei confronti delle avanguardie della ricerca scientifica ma è fuori dubbio che tali tracce non siano rintracciabili nelle prove che di anno in anno hanno selezionato gli aspiranti normalisti. Al massimo, scorrendo i temi di ammissione alla Scuola Normale Superiore di Pisa, si possono rintracciare cenni vaghi ai complementi e ripensamenti proposti nei convegni di Frascati.
Si può ritenere che alla Normale fu chiara la distinzione tra Bourbaki e bourbakisti.

## Dal Piano Nazionale per l'Informatica (PNI) alle ultime riforme
1966-1972Ingresso dell'Informatica nell'istruzione Tecnica
1977-1979Riforma della Scuola media
1985Programmi P.N.I. del Biennio; Programmi della Scuola elementare
1987avvio del Progetto P.N.I.
1989Programmi P.N.I. per il Triennio
Dal 1989 si è avuto un rapido susseguirsi di progetti che vanno dall'avvio del Progetto Brocca (1990) alla Riforma degli Esami di maturità (1997), con conseguente introduzione dell'Esame di Stato (1999) e ancora nel 2000 il Riordino dei Cicli e la proposta del 2001 per i Programmi della Scuola di Base.
Va ricordata la elaborazione da parte della Commissione Italiana per l'Insegnamento della Matematica della Matematica per il cittadino.